# Lindenberg (Neusalza-Spremberg)
Der Lindenberg gehört mit einer Höhe von 370,5 m ü. NN gehört zu den kleineren Erhebungen der Kleinstadt Neusalza-Spremberg im Oberlausitzer Bergland in Sachsen.

## Lage und Name
Der Lindenberg liegt südlich der Ortslage zwischen der Eisenbahnverbindung Dresden–Zittau und dem 1928 fertiggestellten Wald- und Erlebnisbad der Stadt im Ortsteil Sonneberg. Im Westen wird er durch die Lindenstraße begrenzt. Sie verläuft von der Stadt über die Eisenbahnbrücke und die Kuppe des Hügels zum Freibad und zur tschechischen Grenze. Im Norden erfolgt die Begrenzung des Lindenberges durch die Bergstraße. Sein unmittelbarer Nachbar im Osten ist der Stadtberg (367,5 m). Seinen Namen empfing der Lindenberg durch die Linden, die einst die Bewohner der Stadt Neu-Salza an den Straßenseiten anpflanzten.

## Geologie und Geographie
Der Berg besteht wie die anderen Hügel der Stadt aus Granit, der ebenfalls mit einer Lößlehmdecke bedeckt ist. Nach Osten geht der Bergkamm fast nahtlos in den des Stadtberges über. Beide fast gleich hohen Erhebungen werden in ihrer Mitte durch eine Verlängerung der Bergstraße getrennt, die zu den „Stadtberg-Häusern“ führt. Nach Norden und Süden fällt der Berg jeweils flach ab, wobei seine Ausläufer von Feldern und Wiesen geprägt sind.  Auf seiner Kuppe befindet sich der städtische Friedhof. Die Bergspitze gewährt eine Panoramasicht zum Ortsteil Neuspremberg im Osten, auf das Freibad und die Grenzwälder im Süden und den Ortsteil Sonneberg sowie den Hänscheberg im Westen.

## Geschichte
Die Vorläufer der heutigen Linden-, Sonneberg- und Rumburger Straße gehörten zu den alten Verkehrsverbindungen, die von Spremberg und später von Neusalza nach Nordböhmen führten. Ein Abschnitt der alten Lindenallee ist noch heute am Westabhang parallel zur neuen asphaltierten Straße vorhanden. Während der Hussitenkriege (1419–1434) drangen die böhmischen Glaubensstreiter u. a. auf diesen Landwegen in die südliche Oberlausitz ein, um in den Jahren 1429 und 1431 die Sechsstädte Bautzen und Löbau zu belagern und einzunehmen. Dabei suchten die Hussiten auch Spremberg heim und brannten um 1430 dessen damals bedeutende Kirche nieder. Der Lindenberg war durch einen Quell bereits in der Frühzeit des Städtchens Neu-Salza für dessen Trinkwasserversorgung von Bedeutung und fand seine Fixierung auch in dem relevanten lokalgeschichtlichen Dokument Politischer Receß der Stadt Neu-Salza, der zwischen Herrschaft und Bürgerschaft vereinbart und von Kurfürst Johann Georg II. von Sachsen am 12. Juni 1673 ratifiziert wurde (vgl. A.A.Tuchatsch 1870, 1999, S. 15f; auch L. Mohr 2017, S. 24).
Während der Napoleonischen Kriege (1806–1815) waren Spremberg und Neusalza und ihre Umgebung Einquartierungs- und Durchzugsgebiet fremder Truppen. So lagerte am 14. September 1813 ein französisches Armeekorps von 6000 Mann weiträumig im Gelände zwischen Linden- und Hutzelberg. Während der Amtszeit des Neusalzaer Bürgermeisters Johann Hättasch von 1807 bis 1833 erfolgte im Jahr 1817 die Neuanlage des städtischen Friedhofs auf der Hochfläche des Lindenberges, da der alte an der kleinen Neusalzaer Kirche für Bestattungen nicht mehr ausreichte und zu nass war. Die Kapelle auf dem „Bergfriedhof“ wurde jedoch erst 1899 erbaut.
Auf dem Gottesacker finden sich bemerkenswerte Grabmale Neusalzaer Persönlichkeiten, so des Bürgermeisters und Ortschronisten August Adolph Tuchatsch, der der Stadt von 1856 bis 1885 vorstand und sich sehr um die Lokalgeschichte Neusalzas verdient machte, des Pfarrers Gottfried Müller (1765–1830), der in Neusalza von 1801 bis 1830 amtierte und hier am 16. März des gleichen Jahres verstarb und dessen Frau Christiane Eleonore, geb. Fochte (1763–1817) oder des Justizrates und Oberlausitzer Heimatforschers Gustav Hermann Schulze (1833–1901). Sein Grab ist jedoch nicht mehr vorhanden.
Ein Grabstein aus jüngerer Zeit erinnert an den Marineoffizier Gerd Steputat, gebürtig aus Neusalza-Spremberg, der in den 1960er-Jahren bei der Volksmarine der DDR diente und dort tödlich verunglückte. In dem formvollendeten Stein wurde oben links das Marinesymbol eines Ankers mit Schiffssteuerrad eingraviert. Der Stein trägt die Inschrift: „Hier ruht in Frieden Gerd Steputat, Unterleutnant, * 12.11.1945, + 22.5.1969 Unvergessen“. Am Westabhang des Berges, unweit der Lindenstraße, existierte bis in die 1950er-Jahre eine Ziegelei mit Ringofen zur Herstellung von Lehmziegeln. Heute erinnert nichts mehr daran.